# Victorino García de la Cruz
Victorino García de la Cruz (Palència, 1850 - Madrid, 9 de desembre de 1906) fou un químic espanyol, acadèmic de la Reial Acadèmia de Ciències Exactes, Físiques i Naturals.

## Biografia
Es va doctorar en ciències físic-químiques i va obtenir la càtedra de física i química a l'Institut de Lleó. El 1879 va obtenir la càtedra de química orgànica de la Universitat de Barcelona i en 1894 va ocupar la mateixa càtedra a la Universitat de Madrid. Va ser acadèmic de la Reial Acadèmia de Ciències i Arts de Barcelona i membre fundador de la Reial Societat Espanyola de Física i Química. El 1901 fou nomenat acadèmic de la Reial Acadèmia de Ciències Exactes, Físiques i Naturals.
Va estudiar els aspectes físics i químics dels gasos, publicant observacions a la segona llei sobre combinacions de gasos de Joseph-Louis Gay-Lussac, però és més conegut per les seves contribucions a la química orgànica, en la que se'l considera impulsor a Espanya de l'abandó de la teoria dualista.